# Persistente organiske miljøgifte
Persistente organiske miljøgifte,  evighedskemikalier  eller  POP  (efter eng. Persistent organic pollutants) er organiske forbindelser der ikke nedbrydes i naturen og ofte ophobes igennem fødekæder til dyr og mennesker, hvor de har potentielt skadelige effekter på miljø, og dyrs og menneskers helbred.
Mange af de persistente organiske miljøgifte bruges som pesticider (bekæmpelsesmidler). Andre bruges i industrielle processer og ved produktionen af opløsningsmidler, polyvinylklorid og farmaka.
På grund af deres potentielt skadelige egenskaber er mange af de mest persistente organiske miljøgifte blevet forbudt ifølge Stockholmkonventionen af 2001. I Danmark må der kun bruges bekæmpelsesmidler, der er optaget på listen over godkendte bekæmpelsesmidler. 

## Kemi
Blandt de vigtigste persistente organiske miljøgifte er aldrin, chlordane, DDT, dieldrin, endrin, heptachlor, hexachlorbenzen (HCB, perchlorbenzen eller PCB), mirex, polyklorerede biphenyls, polyklorerede dibenzodioxiner, polyklorerede dibenzofuraner, toxaphen og perfluoralkylforbindelser eller PFAS som f.eks. perfluoroktansulfonsyre eller PFOS.
Andre kendte persistente organiske miljøgifte omfatter polycykliske aromatiske hydrocarboner (PAH), nogle bromerede flammehæmmere samt nogle organiske metalforbindelser som TBT, tributyltin.
Disse stoffers giftighed og persistens hænger sammen med deres lave opløselighed i vand, deres høje opløselighed i lipider (fedtstoffer) og høje molekylmasse. En betydende følge af deres høje fedtopløselighed er deres evne til at passere biologiske membraner om celler og celleorganeller som mitochondrier og cellekerner. En anden betydende følge af deres høje fedtopløselighed er deres akkumulation i levende organismers fedtvæv. Disse forhold betyder store sundhedsmæssige risici for mennesker og dyr.
Det er ikke alle stoffer, som passer ind i ovenstående. Trifluoreddikesyre og kloreddikesyre er stærke syrer og dermed vandopløselige, men stærkt giftige. kloreddikesyre er et stof, som ophobes i leveren og medfører leversvigt. Det har været brugt til at udrydde pattedyr på små øer, hvor der ikke var grundvand, der kunne forurenes. Det er effektivt til at fjerne rotter, mus, katte, hunde, får, geder & svin og meget andet. Stoffer der ophobes i lever eller nyrer må generelt betragtes som særdeles farlige, specielt hvis de ikke er biologisk nedbrydelige.

## Anvendelsesområder
- Brandslukning
- Emballage til fødevarer
- Forkromning
- Klæbemidler
- Maling og lak
- Imprægnering af tøj, sko m.m.m
- Kosmetik[5]
- Teflonbelægninger på gryder, stegepander m.m.m.